# Yekaterina Renzhina
Yekaterina Renzhina (Tula, 18 de octubre de 1994) es una deportista de Rusia que compite en atletismo. Ganó una medalla de oro en la Universiada 2013, en la prueba de 4 × 400 m. Participó en los Juegos Olímpicos de la Juventud de 2010.